# Шорин, Пётр Сергеевич
Пётр Сергеевич Шорин (1866—1940) — генерал-майор, герой Первой мировой войны, командующий 113-й пехотной дивизией.

## Биография
Происходил из крестьян, в 1913 году был признан в потомственном дворянстве по полученному им чину полковника.
Образование получил в Вологодском Александровском реальном училище (1886).
В 1888 году окончил Военно-топографическое училище, откуда выпущен был подпоручиком в корпус военных топографов. Произведен в капитаны 6 декабря 1897 года. Участвовал в китайской кампании 1900—1901 годов. Окончил Николаевскую академию Генерального штаба по 2-му разряду. На 1 мая 1904 года — капитан 16-го Восточно-Сибирского стрелкового полка.
С началом русско-японской войны был прикомандирован к Главному штабу. С 26 мая 1904 года состоял обер-офицером для поручений при военно-окружном управлении Маньчжурской армии, со 2 мая 1905 года — старшим адъютантом тыла Маньчжурской армии. Произведен в подполковники 26 февраля 1905 года. С 6 июля 1906 по 17 марта 1907 исправлял должность начальника штаба сводного корпуса в Маньчжурии.
21 января 1908 года переведен в 11-й Восточно-Сибирский стрелковый полк, 13 июня того же года — в 7-й Восточно-Сибирский стрелковый полк, а 23 октября — в 8-й Финляндский стрелковый полк. Произведен в полковники 29 марта 1911 года на вакансию.
В Первую мировую войну вступил в рядах 8-го Финляндского стрелкового полка. 23 июля 1915 года назначен командиром 403-го пехотного Вольского полка, а 27 января 1916 года — командиром 1-го Финляндского стрелкового полка. Удостоен ордена Св. Георгия 4-й степени
За то, что, будучи в чине полковника и командуя 1-м Финляндским стрелковым полком, в бою 23 августа 1916 года, при атаке сильно укрепленной позиции противника у д. д. Гнильче и Дрыщув, получив задачу, лично управляя действиями своего полка, под жестоким и действительным огнем противника, верно направив части полка, дружным и сильным натиском прорвал проволочные заграждения упорно сопротивлявшегося противника, опрокинул его, последовательно овладел тремя линиями его окопов и своим дальнейшим движением содействовал атаке соседей, причем полком было захвачено в плен 4 офицера, 644 солдата и пять действующих пулеметов.
Произведен в генерал-майоры 15 марта 1917 года на основании Георгиевского статута. На 25 мая 1917 года — командир бригады 5-й Финляндской стрелковой дивизии, позднее в 1917 году — командующий 113-й пехотной дивизией.
В Гражданскую войну участвовал в Белом движении на Севере России, с 19 июня 1919 года — в белых войсках Северного фронта. В 1919—1920 годах состоял помощником начальника гидрографической экспедиции Северного Ледовитого океана. Эвакуировался на судне «Минин». На 29 апреля 1920 года — в лагере Варнес в Норвегии, на 16 октября 1920 — в Финляндии.
В эмиграции в Бельгии. Состоял председателем Союза георгиевских кавалеров в Бельгии и местного Союза русских военных инвалидов, сотрудничал в журнале «Часовой». 7 августа 1938 года праздновал 50-летний юбилей служения в офицерских чинах. Скончался в 1940 году в Брюсселе. Похоронен на кладбище Иксель. Был женат на Лидии Андреевне Вилькицкой (р. 1887), дочери генерала А. И. Вилькицкого.

## Награды
- Орден Святого Станислава 3-й ст. (1906)
- Орден Святой Анны 3-й ст. (ВП 8.10.1906)
- Орден Святой Анны 2-й ст. (ВП 8.06.1907)
- Орден Святого Владимира 4-й ст. (ВП 6.12.1913)
- Орден Святого Владимира 3-й ст. с мечами (ВП 23.03.1915)
- Орден Святого Георгия 4-й ст. (ПАФ 25.05.1917)
- старшинство в чине полковника с 6 декабря 1908 года (ВП 2.11.1916)